# Liste der Bodendenkmäler in Stockheim (Unterfranken)
Auf dieser Seite sind die Bodendenkmäler in der unterfränkischen Gemeinde Stockheim zusammengestellt. Diese Tabelle ist eine Teilliste der Liste der Bodendenkmäler in Bayern. Grundlage ist die Bayerische Denkmalliste, die auf Basis des Bayerischen Denkmalschutzgesetzes vom 1. Oktober 1973 erstmals erstellt wurde und seither durch das Bayerische Landesamt für Denkmalpflege geführt wird. Die folgenden Angaben ersetzen nicht die rechtsverbindliche Auskunft der Denkmalschutzbehörde.

## Bodendenkmäler der Gemeinde Stockheim

### Bodendenkmäler in der Gemarkung Mellrichstadt
| Lage                                                                    | Objekt | Akten-Nr.     | Bild |
| ----------------------------------------------------------------------- | --- | ------------- | ---- |
| Zwischen Bahnstrecke Mellrichstadt–Fladungen und alter B 285 (Standort) | Siedlung der Urnenfelderzeit; Mellrichstadt ist eigentlich Nachbargemeinde, die Zuteilung stammte aus einer Zeit, als das Gebiet zur Gemarkung Stockheim gehörte | D-6-5527-0103 |      |

### Bodendenkmäler in der Gemarkung Stockheim
| Lage                                                                      | Objekt | Akten-Nr.     | Bild |
| ------------------------------------------------------------------------- | --- | ------------- | ---- |
| Südlich des Aussiedlerhofs Im Sulzbachtal (Standort)                      | Siedlung der Hallstattzeit und der römischen Kaiserzeit; Gebiet eines Regenrückhaltebeckens nicht mehr Bodendenkmal; Teile auch auf Ostheimer Gemarkung | D-6-5527-0012 |      |
| Gipfel der Hohen Schule zwischen Eußenhausen und Völkershausen (Standort) | Höhensiedlung der Hallstattzeit und der Latènezeit, Abschnittsbefestigung vorgeschichtlicher und frühmittelalterlicher Zeitstellung sowie wohl zugehörige Abschnittsbefestigungen im Vorfeld der Hohen Schule; mehrere räumlich getrennte Teile; Teile auch auf Eußenhäuser und Völkershäuser Gemarkung | D-6-5527-0027 |      |
| Südwestlich von Völkershausen am Waldrand (Standort)                      | Bestattungsplatz mit Grabhügeln vorgeschichtlicher Zeitstellung (Steinerne Klinge); Teile auch auf Völkershäuser Gemarkung | D-6-5527-0065 |      |
| westlich und östlich der NES 31 nördlich der NES 33 (Standort)            | Bestattungsplatz mit Grabhügeln vorgeschichtlicher Zeitstellung mit Bestattungen der Hallstattzeit (Untere Hart); mehrere räumlich getrennte Teile | D-6-5527-0066 |      |
| Westlich der Sulz südlich der Linz (Standort)                             | Siedlung der Hallstattzeit. | D-6-5527-0070 |      |
| Historischer Dorfkern von Stockheim (Standort)                            | Archäologische Befunde des Mittelalters und der frühen Neuzeit im Bereich des ehemaligen umwehrten Ortsbereiches von Stockheim; Überschneidet sich mit mehreren Baudenkmälern und den Bodendenkmälern D-6-5527-0151 und D-6-5527-0152                                                                   | D-6-5527-0150 |      |
| Um den historischen Siedlungskern von Stockheim (Standort)                | Archäologische Befunde des späten Mittelalters und der frühen Neuzeit im Bereich der Ortsbefestigung von Stockheim; Überschneidet sich mit mehreren Baudenkmälern und dem Bodendenkmal D-6-5527-0150 | D-6-5527-0151 |      |
| Am Tanzberg (Standort)                                                    | Archäologische Befunde des Mittelalters und der frühen Neuzeit im Bereich der neuzeitlichen Katholischen Pfarrkirche St. Vitus von Stockheim sowie im Bereich der ehemalige Burg; Überschneidet sich mit mehreren Baudenkmälern und dem Bodendenkmal D-6-5527-0150                                      | D-6-5527-0152 |      |
| Gipfel des Turmbergs bei Stockheim (Standort)                             | Archäologische Befunde des Mittelalters im Bereich des Wartturmes bei Stockheim („Stockheimer Warte“; Baudenkmal D-6-73-170-23) | D-6-5527-0155 |      |